# Trebnitz (Könnern)
Trebnitz ist ein Ortsteil von Könnern im Salzlandkreis in Sachsen-Anhalt.

## Geschichte
Trebonizi wurde im Jahr 961 erstmals urkundlich erwähnt und gehörte zur Grafschaft Wettin. Der Name Trebonizi ist slawischen Ursprungs und soll einen Ort bedeuten, dem nichts mangelt. Um 960 bereitete der spätere Kaiser Otto I. die Gründung des Erzbistums Magdeburg vor und schenkte dem Moritzkloster Magdeburg den Zehnt Trebonizi (Trebnitz). Für kurze Zeit muss Trebnitz im Besitz des Grafen Gero gewesen sein. Er wurde hingerichtet in Alsleben.
Das Dorf blieb fast 300 Jahre im Besitz des Klosters Hasefeld und wurde 1252 für 70 Silbermark an das Erzstift veräußert. Um 1221 wurde Heinrich von Trebnitz urkundlich erwähnt. Er war einer der ersten des Geschlechts derer von Trebnitz. Heinrich von Trebnitz hatte 4 Söhne, dennoch erlosch das Geschlecht noch im selben Jahrhundert. Um 1380 gehörte Trebnitz den Brüdern Erich und Johannes von Rabil. Diese verkauften an die von Hedersleben. Die von Krosigks hatten Ländereien in und um Trebnitz.

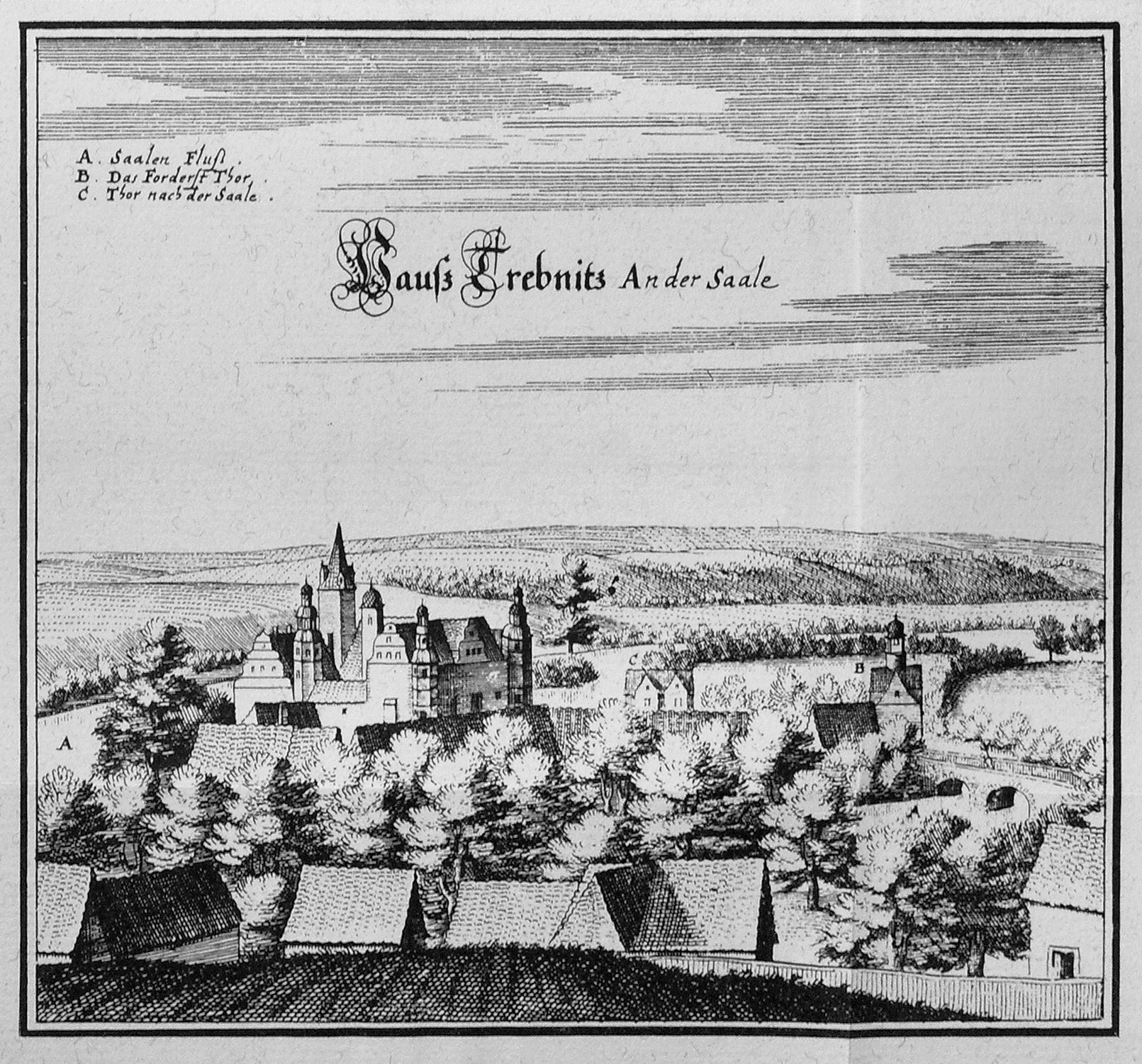
Trebnitz um 1650

Von 1454 bis 1838 waren die Ritter von Rauchhaupt Eigentümer des Rittergutes. Zum Rittergut bzw. Patrimonialgericht Trebnitz gehörten die Orte Trebnitz und Möschwitz (Mödewitz). 1454 erwarb Tino von Rauchhaupt die Feste Trebnitz mit ihrer Wasserburg. Ein Vertreter der Trebnitzer Linie war der Generaloberst Christoph von Rauchhaupt. Seine eigenen Söhne mussten vor ihm im Rittersaal des Trebnitzer Schlosses einen Zweikampf mit blanken Waffen antreten. Rauchhaupt ließ den Zweikampf bis zum Tode eines Sohnes durchführen. In einer heimlichen nächtlichen Feier ließ er den getöteten Sohn mit allen soldatischen Ehren beisetzen.
Trebnitz war im Mittelalter mit 20 Hufen und etwa 20 Bauerngehöften ein großes Dorf. Dem Adelsgut gehörte ein Hopfengarten und die Weinberge. Eine Brauerei des Burggutes musste im 16. Jahrhundert wieder aufgegeben werden, entstand später neu und ging erst im 19. Jahrhundert endgültig ein. Trebnitz und Mödewitz (Möschwitz) lagen im Saalkreis des Erzstifts Magdeburg. Mit dem Anfall des Erzstifts Magdeburg an Brandenburg-Preußen wurden 1680 die Kurfürsten von Brandenburg (ab 1701 Könige in/von Preußen) neue Landesherren des nun „Herzogtum Magdeburg“ genannten Gebiets. Mit dem Frieden von Tilsit wurden Trebnitz und Möschwitz im Jahr 1807 dem Königreich Westphalen angegliedert und dem Distrikt Halle im Departement der Saale zugeordnet. Die Orte gehörten zum Kanton Cönnern. Nach der Niederlage Napoleons und dem Ende des Königreichs Westphalen befreiten die verbündeten Gegner Napoleons Anfang Oktober 1813 den Saalkreis. Bei der politischen Neuordnung nach dem Wiener Kongress 1815 wurde Trebnitz im Jahr 1816 dem Regierungsbezirk Merseburg der preußischen Provinz Sachsen angeschlossen und dem Saalkreis zugeordnet.
In Trebnitz wurde 1885 ein Haus gebaut, in dem von 1888 bis 1898 eine Gaststätte und eine Brauerei existierte, dort hatte bis 1945 der damalige Bürgermeister Buchmann seinen Sitz und betrieb dort seine Schmiede. Das Haus wurde 1956 von einer LPG saniert und ist heute ein Einfamilienhaus.

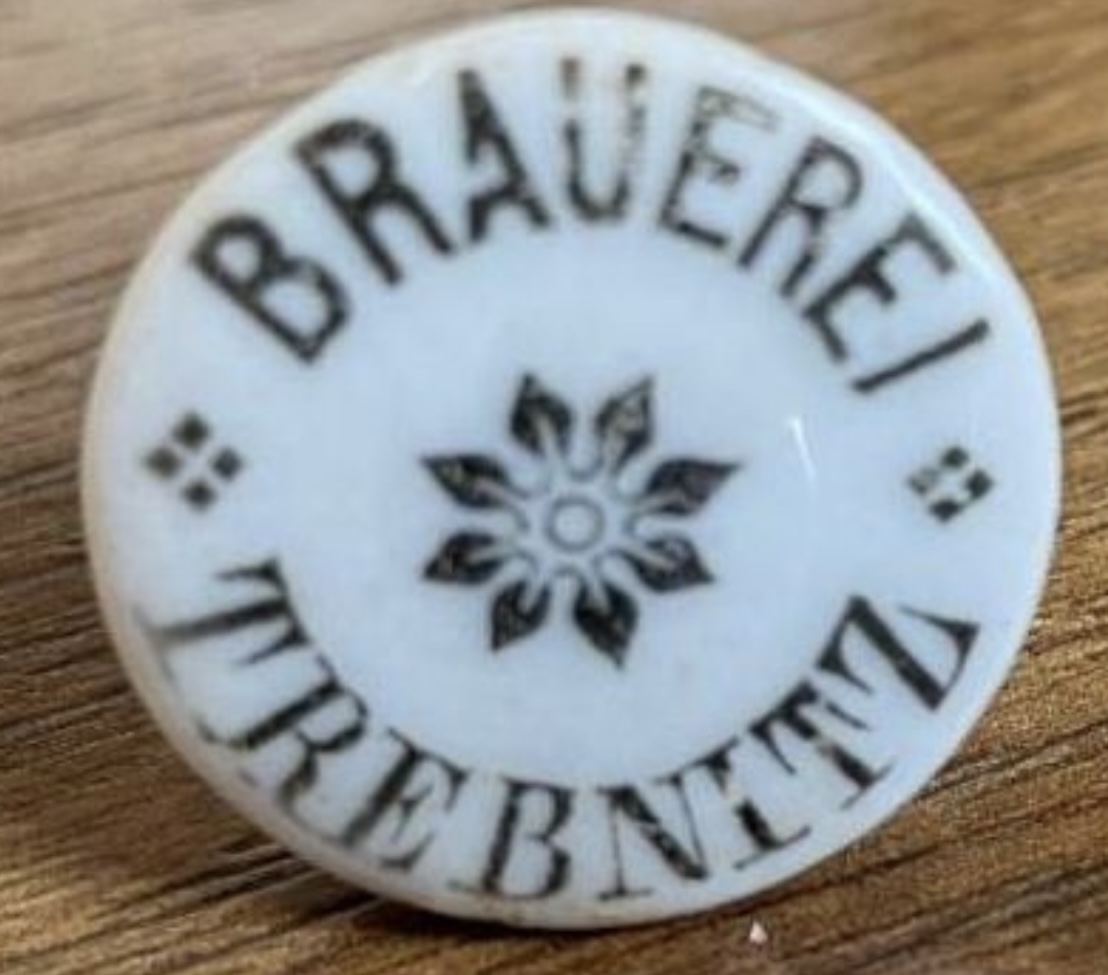
Bügelverschluss für Bierflaschen der Brauerei Trebnitz

Mit der ersten Kreisreform in der DDR wurde Trebnitz 1950 dem Landkreis Bernburg angegliedert. Durch die zweite Kreisreform in der DDR im Jahr 1952 kam der Ort zum Kreis Bernburg im Bezirk Halle, der 1990 zum Landkreis Bernburg wurde und 2007 im Salzlandkreis aufging. Am 1. Januar 1997 wurde Trebnitz mit Alt Mödewitz ein Ortsteil der Stadt Könnern.

## Schloss
Die Feste Trebnitz war seit je her eine Wasserburg. Aus dem Kastell wurde im Mittelalter ein Schloss und nach der teilweisen Zerstörung im Dreißigjährigen Krieg wurde das Schloss umgebaut und erhielt sein heutiges Aussehen. Es wurde 2001 von Steffen Hupka erworben.

## Kirche
Nach der Zerstörung im Dreißigjährigen Krieg wurde die Kirche 1693 neu gebaut und deshalb beging man 1993 einen Festgottesdienst zum 300-jährigen Bestehen der Kirche. Nach umfassenden Renovierungsarbeiten wurde die Kirche am 31. Oktober 1993 zum Reformationstag feierlich eingeweiht.
Um 1750 sind auf dem Turm drei Glocken, die kleinste ist sehr alt und eine der beiden anderen von 1685 und eine 1722 umgegossene mit der Inschrift: „Die Predigt,Tauffe,Buß,Das Abendmahl,den Todt und Jüngsten Tag muss mir dein Klang andeuten.“ Die Orgel wurde erst 1730 angeschafft.
Der erste evangelische Pfarrer war bisherige Schulmeister von Könnern Andreas Michael aus Aschersleben.

## Trebnitzer Männerchor
In der Festschrift von 1961 schreibt Karl Göhre, ein ehemaliger Schuster über einen Männerchor. Er wurde 1889 von 37 Mitgliedern gegründet und bestand bis 1960. Der Männerchor „Eintracht“ erhielt 1922 Unterstützung von den Sangesschwestern. 1924 nahm der Chor an einer Fahnweihe teil und erlebte damit den Höhepunkt seines Daseins. Karl Schmiede übernahm 1952 als letzter die Leitung
des Chores.

## Die Landwirtschaft in Trebnitz
Am Ende des Zweiten Weltkrieges 1945 gehörte 85 % der landwirtschaftlichen Nutzfläche der Erbengemeinschaft nach dem Gutsbesitzer Dr. Hans-Günther Schurig und 15 % wurden von 11 Bauern bewirtschaftet. Im September 1945 wurde vom Landtag des Landes Sachsen-Anhalt das Gesetz zur Durchführung der Bodenreform erlassen. Im Frühjahr 1946 erhielten Landarbeiter, Umsiedler, landarme Altbauern und Industriearbeiter Boden, Vieh, Maschinen, Geräte und Gebäude als Eigentum überschrieben. Die Not war groß und es fehlte den Neubauern am Nötigsten. Die Bauern wurden staatlich unterstützt und am 7. September 1952 schlossen sich 7 Bauern zu einer LPG „Freiheit“ zusammen. In den Jahren 1960 kam es zu weiteren Zusammenschlüssen von Bauern und die Landwirtschaftliche Produktion befand sich im Aufwind. Seit der Wende 1989 gibt es die LPGs nicht mehr.

## Söhne und Töchter von Trebnitz
- Hermann Masius (1818–1893), Pädagoge und Professor
- Alexander Bode (1860–1920), Gärtner und Pädagoge